# Joan Richmond
Joan Margaret Richmond (Cooma, 1905–1999) fue una pionera australiana en el automovilismo que compitió internacionalmente en siete rallies de Montecarlo y dos carreras de las 24 Horas de Le Mans.

## Infancia y educación
Joan Richmond nació en Cooma (Nueva Gales del Sur) en 1905 y creció en Victoria. Fue educada en la escuela St Catherine's, Toorak, hasta finales de 1923.

## Pilota de carreras
De joven entrenó y montó sus propios caballos de carreras. Sin embargo, en 1932, el estado de Victoria prohibió a las mujeres ser entrenadoras de caballos, lo que provocó que se dedicara al automovilismo. Joan había competido en pruebas de automóviles desde 1926. En el Gran Premio de Australia de 1931, celebrado en Phillip Island, terminó quinta en un Austin Seven, en un campo dominado por los hombres. Después de este éxito, ella y dos amigos se propusieron conducir tres automóviles Riley Nine por tierra desde Melbourne a Italia para competir en el Rally de Montecarlo. El viaje duró cinco meses.
Al viajar a Inglaterra, aceptó la oportunidad de competir con Elsie Wisdom en la carrera de 1000 millas de dos días en Brooklands. Ganaron en un Riley Nine, a 84,41 mph, con 12 horas, 23 minutos y 53 segundos para completar la distancia.
En 1933 compró un Ballot de 1921 con el que Malcolm Campbell había competido previamente, pero su antigüedad y poca fiabilidad le impidieron conseguir ningún éxito.
En la década de 1930 fue copiloto con Bill Bilney, con quien se comprometió en 1937. Bilney murió durante una carrera automovilística disputada en Donington Park en julio de 1937. Richmond renunció al automovilismo tras el estallido de la Segunda Guerra Mundial y permaneció en Inglaterra, donde trabajó en una fábrica de aviones de Havilland.
Regresó a Australia en 1946 y se convirtió en una defensora del bienestar animal. Falleció en 1999.

## Legado
Richmond le entregó su colección de trofeos, copas, fotografías, cartas y diarios a David Price, un amigo que esperaba escribir una biografía. Entre estos objetos se encontraban las placas de matrícula del rally de Montecarlo. Cuando Price no pudo encontrar un editor que publicara su obra, vendió la colección en una subasta en Melbourne en 2007. Su libro, Joan Richmond: La historia notable, nunca antes contada, de Melbourne a Montecarlo y más allá, compilada a partir de su trabajo de investigación y de las entrevistas que grabó, finalmente se publicó en 2011.
El Museo Nacional de Australia realizó una exposición sobre Richmond en 2014.